# Adil Kaouch
Adil Kaouch (Kasr al-Kabir, Marroc, 1 de gener de 1979) és un atleta marroquí, especialista en la prova de 1500 m, amb la qual va aconseguir ser subcampió mundial el 2005.

## Carrera esportiva
Al Mundial d'Hèlsinki 2005 hi va guanyar la medalla de plata als 1500 metres, amb un temps de 3:38.00 segons, que va ser la millor marca de la temporada, quedant després de Rashid Ramzi i per davant del portuguès Rui Silva.